# Parapenaeonella
Parapenaeonella är ett släkte av kräftdjur. Parapenaeonella ingår i familjen Bopyridae.
Kladogram enligt Catalogue of Life:
| Parapenaeonella | \| \| Parapenaeonella distincta \| \| \| \| \| \| Parapenaeonella lamellata \| \| \| \| |
|                 | \| \| Parapenaeonella distincta \| \| \| \| \| \| Parapenaeonella lamellata \| \| \| \| |
|                 | Parapenaeonella distincta                                                               |
|                 |                                                                                         |
|                 | Parapenaeonella lamellata                                                               |
|                 |                                                                                         |